# Allaman
Pronunciação
Allaman é uma comuna suíça no cantão de Vaud, localizado no distrito de Morges, às margens do Lago Léman.